# Мари дьо Франс
Мари дьо Франс (на френски: Marie de France) е поетеса и баснописка, родена във Франция и творила в Англия в края на XII век.
Името, с което поетесата е известна, идва от ред в нейна творба: „Marie ai num, si sui de France“ („Мари е името ми и съм от Франция“). Пише на англо-нормандски език.
Сред кандидатките за идентичността на поетесата са: Мари, абатиса на Шафтсбъри и полусестра на крал Хенри II; Мари, абатиса на Рединг; Мари дьо Булон; Мари, абатиса на Баркинг и Мари дьо Мьолан, съпруга на Хю Талбът.
На Мари дьо Франс се приписват 4 творби:
- Les Lais de Marie de France (сборник от 12 кратки разказвателни поеми, подобни на кратки версии на рицарски романи),
- 102 басни Ysopet (версия на Езоповите басни),
- преразказ на Легендата за чистилището на св. Патрик и
- Житие на св. Одри от Ели (La Vie seinte Audree).

Учените са датирали творчеството на Мари от 1160 до 1215 г., но най-вероятно книгите ѝ са написани през 1170 – 1205 г. Les Lais е посветена на „благороден крал“, за когото се смята, че вероятно е крал Хенри II. Друга нейна творба е посветена на „граф Уилям“, вероятно Уилям от Мандевил или Уилям Маршал. Предполага се, че Мари може да е била придворна на крал Хенри II и съпругата му Алианор Аквитанска.